# Round8 Studio
SALAM